# Remo Peroncelli
Remo Peroncelli (San Giorgio Piacentino, 31 ottobre 1919 – Foligno, 10 febbraio 2008) è stato un partigiano e calciatore italiano, di ruolo portiere.

## Carriera
Esordisce con la maglia del Piacenza, impiegato dapprima con le riserve nel campionato di Prima Divisione 1938-1939 e quindi disputando due stagioni di Serie C come riserva di Carlo Borghesio tra il 1939 e il 1940, per un totale di 6 presenze in campionato.
Nel novembre 1940 viene posto in lista di trasferimento e si trasferisce al Foligno, dove è riserva alle spalle di Emilio Siena; vi rimane anche nella stagione successiva, nella quale svolge il servizio militare nella città umbra, dividendo il posto da titolare con Paolo Franceschini, e offre un rendimento altalenante. Titolare anche nella stagione 1942-1943, nel 1944 fa ritorno al Piacenza, con cui disputa 5 partite nel campionato di guerra; nel frattempo collabora alla Resistenza, inquadrato nella 142ª brigata "Romeo".
Terminata la guerra, torna per una stagione al Foligno, sempre in Serie C. Nel 1946 sale per la prima volta di categoria, acquistato dal Siracusa, che milita nella serie cadetta, insieme ad altri tre giocatori del Foligno; vi rimane per quattro stagioni consecutive, sempre come titolare, contribuendo al quinto posto ottenuto nel campionato 1947-1948 e alla conseguente permanenza in Serie B dopo il ritorno al girone unico. Con gli aretusei colleziona in tutto 128 presenze in Serie B, subendo 171 reti.
Nel 1950, a 31 anni, torna per la terza volta al Piacenza, sempre in Serie C. Disputa da titolare il campionato 1950-1951, concluso a centroclassifica, mentre nella stagione successiva non scende mai in campo, chiuso da Luigi Saletti e Mariano Faraone. A fine stagione si svincola, trasferendosi in seguito alla Rivergarese in Promozione.

## Palmarès

### Club

#### Competizioni nazionali
- Serie C: 1

Piacenza: 1951-1952